# سارا رادکلیف
سارا رادکلیف (انگلیسی: Sarah Radclyffe؛ زادهٔ ۱۴ نوامبر ۱۹۵۰) تهیه‌کننده فیلم اهل بریتانیا است. وی از سال ۱۹۷۹ میلادی تاکنون مشغول فعالیت بوده‌است.
از فیلم‌ها یا مجموعه‌های تلویزیونی که وی در آن‌ها نقش داشته‌است، می‌توان به طوفان، رختشویخانه زیبای من، کاراواجو، کاش اینجا بودی، یک دنیا فاصله، ادوارد دوم، آژیرها، بینوایان و سیرک عجایب: دستیار یک خون‌آشام اشاره نمود.